# Васил Владев
Васил Дончев Владев е български офицер, подполковник от пехотата, доброволец в Балканската война (1912 – 1913), участник в Първата световна война (1915 – 1918).

## Биография
Васил Дончев е роден на 28 август 1895 г. в Разград. На 1 август 1917 г. завършва Военното на Негово Величество училище с 38-и випуск и е произведен в чин подпоручик.
- Служил:
  - 4 пионерна дружина на 4 преславска пехотна дивизия -1912 год
  - 4 пионерна дружина – минохвъргачната рота
  - 48 пехотен полк,
  - 19 пехотен полк,
  - 37 пехотна дружина, адютант
  - 7-и пограничен сектор (1928)

- Участник в Балканската война 1912 – 1913 година като доброволец – на 17 години в 4 пионерна дружина *
- Завършва ВНВУ-38 випуск. Участник във всички следващи войни, като при последната 1944 – 1945 е командир на 4 бронеизтребителна дружина – Разград, с която участва в двете фази на войната.

Уволнен със звание подполковник през 1947 г. Осъден от т.нар. народен съд на смърт, която смъртна присъда е заменена с доживотен затвор, който излежава в пълен размер.
Награждаван с орден за храброст 4 степен – 2 клас и железен кръст – 2 степен за проявена храброст при участието си във войните.

## Военни звания
- Подпоручик (1 август 1917)
- Поручик (30 юни 1919)
- Капитан
- Майор
- Подполковник